# Karl Bartos
Karl Bartos (n. 31 mai 1952 la Berchtesgaden) este un muzician și compozitor german.
A făcut parte, împreună cu Wolfgang Flur, din trupa de muzică electronică, Kraftwerk. El a fost percuționist și clapist la trupă între anii 1975 - 1991.
În 1991 Bartos a părăsit trupa, fiind frustrat de activitatea lentă a acesteia în acea perioadă.
În 1992 a înființat trupa "Elektric Music", asemănătoare la stil cu Kraftwerk.
În anul 2003 a lansat un album techno solo, intitulat Communication, care includea hituri precum "I Am The Message", "Camera" și "Ultraviolet".

## Discografie

### cu Kraftwerk
- 1975 : Radio-Aktivitat
- 1977 : Trans-Europa Express
- 1978 : Die Mensch Maschine
- 1981 : Computerwelt
- 1983 : Tour De France (single)
- 1986 : Electric Cafe
- 1991 : The Mix (programare data-sunet) (nemenționat pe album)

### cu Elektric Music (actuala Electric Music)
- 1993 : Esperanto
- 1998 : Electric Music

### cu Electronic
- 1996 : Raise The Pressure

### ca Karl Bartos (solo)
- 2000 : 15 Minutes Of Fame (single)
- 2003 : Communication
- 2004 : Camera Obscura (single)